# Новодеревенська
Новодереве́нська (рос. Новодеревенская) — присілок у складі Омутинського району Тюменської області, Росія.
Населення — 235 осіб (2010, 227 у 2002).
Національний склад станом на 2002 рік:
- росіяни — 77 %